# Paranoid személyiségzavar
A paranoid személyiségzavar (Paranoid personality disorder, PPD) egy olyan személyiségzavar, amely a nemzetközi betegségosztályozások szerint leginkább túlhajtott gyanakvásossággal és azzal a folyamatos tendenciával jellemezhető, hogy az egyén a környezetében lévő személyek cselekedeteit és szándékait, folyamatosan rosszindulatúnak, fenyegetőnek és ármányosnak véli/értékeli. A különféle személyiségzavarok között a súlyos személyiségzavarok közé tartozó karakterzavar.

## A meghatározás eredete
- Ókor A paranoia kifejezést, melynek jelentése "értelem mellett" azaz értelmetlen, már az ókorban is a legtöbb súlyos elmebetegség esetén használták.
- 1800-as évek A paranoid elmezavar és a paranoid személyiségzavar elkülönítése az 1800-as évek és 1900-as évek eleje között sem történt meg egyértelműen, de a téma kutatásával számos pszichiáter foglalkozott:
- 1818 Heinroth "paranoiának" nevezte az értelmi működés zavarát, "paranoia ecstasia" kifejezést  az érzelmi működés értelmetlensége esetén alkalmazta.
- 1845 Griesinger

- 1886 Mangan

- 1895 Kraepelin

- 1908 Meyer

- 1923 Scneider A modern Paranoid személyiségzavar paranoiától való első elkülönítése Scneider nevéhez köthető, aki "fanatikus pszichopátiának" nevezte a hasonló állapotokat.
- 1963 Cameron

## Diagnózis

### A paranoid személyiségzavar diagnosztikus kritériumai (DSM-IV)
A pszichiátriai diagnózis felállításához az alábbiak közül legalább négy szükséges.
A,
1. Megfelelő tényszerű összefüggések alapja nélkül feltételezi, hogy mások kihasználják, vagy ártanak neki.
2. Bizonyítékok hiányában is megkérdőjelezi barátai, munkatársai megbízhatóságát és lojalitását.
3. Általánosan ártatlan megjegyzésekből vagy hétköznapi történésekből rejtett rosszindulatot vagy fenyegetést olvas ki (pl.: az a meggyőződése, hogy a bankalkalmazott "tévedése" csak szándékosságból fakadhatott)
4. Haragtartó, hosszú ideig képtelen megbocsátani, elfelejteni az őt ért sérelmeket, bosszúságokat.
5. Nem hajlandó másokban megbízni, mert attól fél, hogy a tőle származó információt később felhasználják ellene.
6. Könnyen megsértődik, sértődés esetén azonnal dühös támadással válaszol.
7. Valós okok hiányában is megkérdőjelezi házastársa vagy szexuális partnere hűségét.

B, A fenti karaktervonások nem kizárólag skizofrénia vagy téveszmés zavar fennállása idején jelennek meg.

### Megkülönböztető diagnosztika
Paranoia, Paranoid szkizofrénia

## Klinikai kép

### Viselkedés
Állandó éberség jellemzi. A szokottnál jobban aggódik a diszkréció miatt (pl. nem engedi a terapeutát jegyzetelni, vagy különleges igényei vannak a titoktartással kapcsolatban). Hajlamos mások hibáztatására, úgy érzi, hogy vele igazságtalanul bánnak vagy kihasználják. Visszatérő konfliktusai lehetnek a tekintélyszemélyekkel. Szokatlanul erős meggyőződései vannak mások szándékait illetően, és alternatív magyarázatokat nehezen fogad el. Hajlamos banális események jelentőségének felnagyítására, és az ebből adódó túlzott reagálásra. Gyorsan ellentámadásba lendül a vélt fenyegetésre vagy bántásra, valamint veszekedési-perlekedési hajlama van. Mások rossz bánásmódjából a neki járónál nagyobb részt vesz magára, és mások ellenszenvét kihívja. Hajlik a környezettel szembeni negatív elvárásainak intenzív és szűk látókörű bizonygatására, figyelmen kívül hagyva a teljes kontextust. Nehezen tud lazítani, különösen mások jelenlétében. Szokatlanul erős lehet az igénye az önállóságra és a függetlenedésre. Megvetheti az általa gyengének, engedékenynek, betegesnek vagy fogyatékosnak észlelt személyeket.  A meleg, gyengéd érzelmek vagy kétségek és bizonytalanságok kifejezése nehézkes. Patológiásan féltékeny lehet. A beteg mindenkiben (beleértve a szeretteit) is kételkedik. Mindent aprólékosan ellenőriz. Ha ezt nem teheti meg, még biztosabb lesz az addigi kételyeiben. Általában frusztrált, ideges. Nagyon nehezen vagy egyáltalán nem alakít ki kapcsolatokat. Nincs tudatában saját ellenséges attitűdje másokra gyakorolt hatásáról. Úgy gondolja, hogy folyamatosan figyelnie kell a megtévesztés, ravaszkodás és rossz szándék jeleit. Ez azonban mellékhatásokkal jár, mert ha valaki az ilyen természetű jegyeket keresi, hamarosan rengeteg apró mozzanatra lel, amik alátámasztják elképzeléseit. Segítőkész beavatkozásokat könnyen értelmezi olyan trükknek, amellyel a bizalmába akarnak férkőzni. Vagyis minden kedves és bizalomgerjesztő reagálás csupán a rossz szándék "bizonyítéka". Tipikusan nem akar engedni, még lényegtelen dolgokban sem, mert a kompromisszumot a gyengeség jelének tekinti.

### Önjellemzés
Igen gyakori az önutálat, vagy hogy az adott illető gyengének, hasztalannak, csődtömegnek írja le magát. Úgy érzi, hogy csak önmagára számíthat. Egy erős szövetségesben vagy párkapcsolatban reménykedik. Fél a hibázástól, mert azzal egy esetleges támadást vagy sértést kockáztat. Általában tisztában vannak szorongásukkal és önértékelési gondjaikkal. Terápiára depresszió, feszültség és alvászavar miatt jelentkeznek.

## Külső hivatkozások
- Pszichiátriai Betegségek – drimmun.com Archiválva 2008. március 10-i dátummal a Wayback Machine-ben
- A paranoid spektrum Archiválva 2007. január 6-i dátummal a Wayback Machine-ben -A Paranoia, a paranoid szkizofrénia, és a paranoid személyiségzavar -hasonlóságok különbségek]
- Paranoid personality disorder resources